# Callosamia caeca
Callosamia caeca är en fjärilsart som beskrevs av Cockerell 1914. Callosamia caeca ingår i släktet Callosamia och familjen påfågelsspinnare. Inga underarter finns listade i Catalogue of Life.